# かねひで喜瀬カントリークラブ
かねひで喜瀬カントリークラブ（かねひできせカントリークラブ）は、沖縄県名護市字喜瀬に広がるゴルフ場である。

## 概要
かねひで喜瀬カントリークラブは、沖縄県を中心に建設、流通、リゾートなどの事業を展開する「金秀グループ」が母体となり、新たなゴルフ場建設に向け「金秀商事株式会社」がゴルフ場経営に乗り出したことに始まる。コース名は「ブセナカントリークラブ」、コース設計は和泉道生が、工事は金秀建設株式会社が行い、2001年（平成13年）10月8日、18ホール規模のゴルフ場が開場された。
2006年（平成18年）1月1日、コース名のブセナカントリークラブを、「かねひで喜瀬カントリークラブ」に改称した。
また、日本のプロゴルフメジャー大会にして日本プロゴルフ協会主催競技でもあり、日本選手権大会に相当する日本プロゴルフ選手権大会などの大会開催の実績がある。
日本女子プロゴルフ協会（JLPGA）ステップアップツアーの「かねひで美やらびオープン」を毎年開催しているコースであり、2024年には本コースにて「第57回ソニー日本女子プロゴルフ選手権大会」の開催が予定されている。

## 所在地
- 〒905-0026 沖縄県名護市字喜瀬1107-1番地

## コース情報
- 開場日 - 2001年10月8日
- 設計者 - 和泉 道生
- 面積 - 1,590,000m2（約48万坪）
- コースタイプ - 丘陵コース
- コース - 18ホールズ、パー72、7,168ヤード、コースレート74.0
- グリーン - 1グリーン、コーライ
- フェアウエイ - バミューダ
- ラフ - コーライ
- プレースタイル - 乗用カート(5人乗り)　、乗用カート(2人乗り)、自走式、キャディ・セルフ選択可
- 練習場 - 10打席 270ヤード
- 休場日 - 無休[5][6]

## クラブ情報
- ハウス面積 - 4,149m2（1,255坪）
- ハウス設計 - 株式会社日本設計
- ハウス施工 - 金秀建設株式会社[5][6]

## ギャラリー
- コース - 「かねひで喜瀬カントリークラブ」、コース
- ハウス - 「かねひで喜瀬カントリークラブ」、クラブハウス

## 交通アクセス
- 道路 - 沖縄自動車道 - 許田ICより 5km[7]

## メジャー選手権
- 2007年（平成19年） - 第75回 日本プロゴルフ選手権大会開催[8]
- 2017年（平成29年） - 第85回 日本プロゴルフ選手権大会日清カップヌードル杯開催[8]
- 2024年（令和6年） - 第57回 ソニー日本女子プロゴルフ選手権大会開催[4]

## 関連文献
- 『ゴルフ場セミナー』、「Course Report(VOL.243)かねひで喜瀬カントリークラブ(沖縄県) トップレベルの価格を維持しつつカジュアル感満載の高級コースに」、東京 ゴルフダイジェスト社、2019年4月、2020年10月1日閲覧